# Erik Lund (Regisseur)
Erik Lund (bürgerlich Mannfred Liebenau, auch Manfred Liebenau, * 16. September 1893 in Berlin; † 13. Juni 1958 in Los Angeles, Vereinigte Staaten) war ein deutscher Filmregisseur, Filmproduzent und Filmmanager.

## Leben
Manfred Liebenau hatte eine Ausbildung zum Architekten erhalten und zunächst auch in diesem Beruf gearbeitet. Nachdem er gegen Ende des Ersten Weltkriegs Joe May kennengelernt hatte, holte dieser ihn zunächst als Prokurist zur May-Film. Seit 1918 – dem Jahr, in dem Liebenau Mays Tochter, die Schauspielerin Eva May, ehelichte – inszenierte er unter dem Künstlernamen „Erik Lund“ eine Fülle von Unterhaltungsfilmen, die er zumeist auch für die im Mai gegründete Ring-Film GmbH produzierte. Im März 1920 gründete er die Filmkopieranstalt Liebenau & Co. KG, die im Dezember in eine GmbH umgewandelt wurde. Sein Bruder Siegfried Liebenau (1899–1982) wurde Prokurist in der Firma und ab 1923 Co-Geschäftsführer. Im Mai 1920 wurde Manfred Liebenau Geschäftsführer der mit Michael Bohnen gegründeten Bohnen-Film GmbH. Bei der im Februar 1921 gegründeten Ring-Film AG war er Vorstand an der Seite von Dr. Paul Dienstag. Im März 1922 gründeten Liebenau und Dienstag die Kastner-Film GmbH der Ring-Film AG, um Filme mit Bruno Kastner in der Hauptrolle zu produzieren, die Liebenau als Erik Lund selbst inszenierte.
Nach dem Scheitern seiner Ehe war auch Lunds Filmkarriere 1922 de facto beendet. Er bekam keine Regieaufträge mehr und konzentrierte sich auf die Herstellung und den Vertrieb von Filmen. Von 1925 bis zur Auflösung der Firma im Jahr 1927 leitete er als Co-Geschäftsführer die Ring-Film Verleih-Gesellschaft mbH. Im April 1928 wurde er an der Seite von Harry Piel Co-Geschäftsführer der Harry Piel Film GmbH. In der Doppelfunktion als Geschäftsführer und Produktionsleiter war er danach auch für die Firmen Richard Tauber Tonfilm GmbH, Max Reichmann Filmproduktion GmbH und zuletzt für die Comedia Tonfilm GmbH tätig. Das kommende Unheil nicht vorausahnend, hatte er noch im Oktober 1932 gemeinsam mit Mischa Spoliansky die Intog Internationale Tonfilm GmbH gegründet. Nach der Machtübernahme der Nazis hielt sich Liebenau in London und in der Schweiz auf und unternahm mehrere Reisen in die Vereinigten Staaten. Im Mai 1940 annullierte das Naziregime die deutsche Staatsbürgerschaft.
Liebenau nahm als Frank Lee Williams eine neue Identität an und wurde im Januar 1950 amerikanischer Staatsbürger.
Manfred Liebenau hatte vier Geschwister. Seine Schwester Gertrud, ihr Ehemann und der Sohn wurden 1942 im KZ Auschwitz ermordet.

## Filmografie (Auswahl)
Regie und Produktion, wenn nicht anders angegeben
- 1918: Das Gerücht (nur Produktion)
- 1918: Sadja
- 1918: Erträumtes (nur Produktion)
- 1918: Stürme – Ein Mädchenschicksal
- 1918: Der Schwur
- 1919: Staatsanwalt Jordan (nur Produktion)
- 1919: Die fremde Frau (nur Produktion)
- 1919: Der zündende Blitz (nur Produktion)
- 1919: Das Hohelied der Liebe (nur Produktion)
- 1919: Die verwunschene Prinzessin
- 1919: Irrlicht
- 1919: Schloß Einöd
- 1919: Schwarze Perlen
- 1919: Das Gebot der Liebe
- 1919: Im Wirbel des Lebens
- 1919: Die Fee von Saint Ménard
- 1919: Nur ein Diener
- 1919: Das törichte Herz
- 1919: Im Wirbel des Lebens
- 1919: Verbotene Liebe
- 1919: Allerseelen
- 1920: Die Warenhausmieze
- 1920: Der Erbe von Carrington
- 1920: Der Feuerreiter
- 1920: Der König von Paris (2 Teile)
- 1920: Präsident Barrada (Regie, Produktionsleitung)
- 1921: Der Silberkönig (4 Teile)
- 1921: Die Geschichte des grauen Hauses (4 Teile)
- 1922: Die Lüge eines Sommers
- 1922: Wenn die Maske fällt
- 1922: Der bekannte Unbekannte
- 1925: Götz von Berlichingen (nur Produktion)
- 1930: Ich glaub nie mehr an eine Frau (nur Produktionsleitung)
- 1930: Wie werde ich reich und glücklich? (nur Produktionsleitung)
- 1930: Das lockende Ziel (nur Produktionsleitung)
- 1930: Das Land des Lächelns (nur Produktionsleitung)
- 1931: Die große Attraktion (nur Produktionsleitung)
- 1932: Die Bettlerin von Paris (unvollendet) (nur Aufnahmeleitung)